# Кубасов Валерій Миколайович
Кубасов Валерій Миколайович (рос. Валерий Николаевич Кубасов; 7 січня 1935 — 19 лютого 2014) — льотчик-космонавт СРСР, Група цивільних спеціалістів № 5, набір 1966 року. Здійснив три польоти в космос загальною тривалістю 18 діб 17 годин 59 хвилин 22 секунди.

## Біографія
Народився 7 січня 1935 року в місті В'язники Володимирської області РРФСР (нині Росія) в сім'ї службовця.
1952 року закінчив середню школу в місті В'язники зі срібною медаллю. Оскільки під час навчання в школі мріяв будувати літаки, то одразу вступив до Московського авіаційного інституту імені Серго Орджоникідзе. Закінчив інститут 1958 року і за розподілом направлений на роботу в ОКБ-1 (КБ Корольова) у відділ балістики.

## Космічна діяльність
1966 року зарахований до загону радянських космонавтів (Група цивільних спеціалістів № 5).
Пройшов повний курс підготовки до польотів на кораблях типу «Союз».
Готувався за місячною програмою СРСР.
Входив до складу дублерного екіпажу космічного корабля Союз-2 (разом з Андріяном Григоровичем Ніколаєвим і Віктором Васильовичем Горбатком), старт якого планувався 24 квітня 1967 року. У зв'язку з несправностями, які виникли на борту космічного корабля Союз-1, політ корабля Союз-2 скасували.
Входив до складу дублерного екіпажу космічного корабля Союз-5 (разом з Анатолієм Васильовичем Філіпченком і Віктором Васильовичем Горбатком) під час старту 15 січня 1969 року.
- Перший космічний політ здійснив 11-16 жовтня 1969 року бортінженером космічного корабля Союз-6 (разом з Георгієм Степановичем Шоніним). Під час польоту вперше у світі експериментував зі зварюванням в умовах космосу. Політ тривав 4 доби 22 години 42 хвилини 47 секунд.

Згодом проходив підготовку до польотів на борту орбітальної станції типу «Салют» (ДОС).
Входив до складу дублерного екіпажу космічного корабля Союз-10 (разом з Олексієм Архиповичем Леоновим і Петром Івановичем Колодіним) під час старту 22 квітня 1971 року. Проходив підготовку у складі основного екіпажу космічного корабля Союз-11 (разом з Олексієм Архиповичем Леоновим і Петром Івановичем Колодіним). Через медичні проблеми у Кубасова весь екіпаж відсторонили від польоту і в космос вирушили їхні дублери.
1973 року включений до одного з екіпажів, які проходили підготовку за програмою радянсько-американського космічного польоту (ЕПАС).
- Другий космічний політ здійснив з 15 по 21 липня 1975 року бортінженером космічного корабля Союз-19 (разом з Олексієм Архиповичем Леоновим) за програмою ЕПАС. Під час польоту здійснено перше у світі стикування двох пілотованих кораблів різних країн — радянського Союз-19 і американського Аполлон. Політ тривав 5 діб 22 години 30 хвилин 51 секунду.

Згодом проходив підготовку до польотів за програмою співпраці з соціалістичними країнами Інтеркосмос.
Входив до складу дублерного радянсько-польського екіпажу (разом з польським космонавтом Зеноном Янковським) космічного корабля Союз-30 під час старту 27 червня 1978 року.
- Третій космічний політ почав 26 травня 1980 року командиром космічного корабля Союз-36 (разом з угорським космонавтом Берталаном Фаркашем). Працював на борту орбітального комплексу Салют-7 — Союз-35 (екіпаж Леонід Іванович Попов і Валерій Вікторович Рюмін) — Союз-36. Повернувся на Землю 3 червня 1980 року на космічному кораблі Союз-35. Політ тривав 7 діб 20 годин 45 хвилин 44 секунди.

1980 року пішов з загону космонавтів і працював заступником начальника відділу в РКК «Енергія».

## Наукове звання
Кандидат технічних наук (1968 рік).

## Нагороди
Двічі Герой Радянського Союзу (Укази Президії Верховної Ради СРСР від 22 жовтня 1969 року і 22 липня 1975 року). Три ордени Леніна, медалі. Герой Угорської Народної Республіки. Золота медаль імені К. Е. Ціолковського АН СРСР і золота медаль імені Ю. О. Гагаріна (FAI). Золота медаль «За заслуги в розвитку науки і перед людством» (Чехословацька Соціалістична Республіка) і медаль «Народна техніка» (Югославія).

## Почесне громадянство
Почесний громадянин міст Калуга, Володимир, В'язники (Росія), Караганда, Аркалик (Казахстан), Нью-Йорк, Х'юстон, Сан-Франциско, Атланта, Нешвілл, Солт-Лейк-Сіті (США).

## Творчість
Автор книг «Міжпланетні польоти», «Доторк космосу».